# Schedeldak
Het schedeldak of calvaria is de bovenkant van een menselijke schedel. Het bestaat uit de volgende beenderen:
- Voorhoofdsbeen
- Wandbeen (twee)

Bij een foetus wordt het schedeldak gevormd door een proces genaamd intremembrane botvorming, hoewel de basis van de schedel zich ontwikkeld via endochondrale botvorming.
Het oppervlak aan de binnenkant van het schedeldak is concaaf en bevat uitsparingen, impressiones gyrorum voor de windingen van de grote hersenen.
Vooraan wordt het schedeldak doorkruist door de sutura coronalis en achteraan door de sutura lambdoides.